# Parietobalaena
Parietobalaena és un gènere extint de cetacis de la família dels pelocètids que tingueren una amplíssima distribució en el Miocè, fa entre 7,2 i 20,5 milions d'anys. Se n'han trobat restes fòssils a Austràlia, Bèlgica, els Estats Units, el Japó, Mèxic i els Països Baixos. Eren misticets de mida mitjana. Es calcula que els adults de l'espècie P. yamaokai devien fer 12-15 m de llargada, si fa no fa com les balenes grises d'avui en dia. Els representants d'aquest grup es diferencien dels seus parents més propers per diversos caràcters del sistema auditiu.